# Northumberland (Pennsylvanie)
Pour les articles homonymes, voir Northumberland.
Northumberland est une commune du comté de Northumberland en Pennsylvanie, États-Unis, dont la population était de 3 714 habitants lors du recensement de 2000. 

## Histoire
Northumberland est fondée en 1772, sur un terrain acheté à l'origine aux Iroquois par la Province de Pennsylvanie en 1768, dans le cadre du premier traité de Fort Stanwix. Pendant la Révolution américaine, le village est évacué lors de la Big Runaway de 1778, et n'est pas recolonisé avant 1784.
Northumberland fut la demeure américaine du théologien, prêtre dissident, philosophe naturel, pédagogue et théoricien de la politique du XVIIIe siècle,  le britannique Joseph Priestley (1733-1804). Il y vécut de 1798, jusqu'à sa mort en 1804. La Joseph Priestley House se trouve toujours sur Priestley Avenue et est une National Historic Landmark (depuis 1965), inscrite au Registre national des lieux historiques (NRHP) en 1966, ainsi qu'un musée géré par la Pennsylvania Historical and Museum Commission. Une autre maison de la localité, la Priestley-Forsyth Memorial Library, est également inscrite au NRHP, depuis 1981. Elle fut la demeure de l'arrière-petit-fils de Joseph Priestley. La plus grande partie de la commune fait partie du Northumberland Historic District, qui est également inscrit au NRHP.

## Géographie
Northumberland est situé à environ 100 kilomètres au nord-est de Harrisburg, au confluent des deux bras du fleuve Susquehanna. Selon le United States Census Bureau, la commune couvre une superficie de 4,1 km2.